# Josep Martí Folguera
Josep Martí Folguera (Reus, Tarragona, 5 de junio de 1850 - Barcelona, 21 de enero de 1929) fue un poeta, dramaturgo y polígrafo español.

## Biografía
Estudió en las Escuelas Pías de su ciudad natal, y después estudió Derecho en Barcelona hasta el 1872, y desde 1881 fue juez municipal de Reus. A partir de 1892 residió en Barcelona, donde abandonó su producción literaria y donde murió.

## Trayectoria
Colaboró en revistas locales como por ejemplo el Diario de Reus, el Eco del Centro de Lectura, de la que  fue director, Revista del Centro de Lectura, que fundó, Reos literario y otros; y catalanas como La Renaixença y la La Ilustració Catalana. En 1866, con dieciséis años, escribió una obra de teatro, "Wifredo", un drama histórico, que parece que no fue imprimido y ni siquiera representado. El 1867 obtuvo un premio de poesía. Fue proclamado Mestre en Gai Saber en 1878 por la asociación Felibritge y en 1892 ganó los juegos florales de Barcelona. Tenía una memoria prodigiosa y era capaz de reproducir por escrito una conferencia de Pere Mata y Fontanet que este no había pasado al papel y solo lo había pronunciado. El mismo hizo con discursos de Castelar y otros oradores. Entre sus obras más destacadas, hay que mencionar: Poblet, A les belles arts, Lo Camp de Tarragona, La campana d'Osca, La Canso del treball, A la mes bella parla, Lo temps, La muntanyes i el mar, Escornalbou, Ermengol de Gerb y Vida per vida. La mayoría de sus manuscritos están en la Biblioteca del Centro de Lectura. De vocación teatral temprana, e integrado en la empresa del Teatro Romea, firmó dos obras de teatro junto con Frederic Soler, El primer amor y Cien mil duros.
En Reus, su ciudad natal, se le dio su nombre a una calle, el raval de Martí i Folguera.

## Obras
Obras Poéticas
- Crepúsculos, albadas y vespradas (Reus: Imprenta del Diario, 1866). Las "vespradas" son de Joaquín Bartrina
- Vibraciones: obra poética (Barcelona: Imprenta de C. Verdaguer y Cía, 1874)
- Pobre Fortuny (Barcelona: Imp. y Lit. de C. Verdaguer y Compañía, 1875). Es un homenaje a Mariano Fortuny
- Sonetos y madrigales (Madrid: Librerías de A. de San Martin, 1876)
- Voces escampadas (Reus: Est. de Torroja y Tarrats, 1879)
- Siemprevivas (Barcelona: Imp. de N. Ramírez y Cía., 1885)
- Versos castellanos (Madrid: Lib. de Fernando Fe, 1893)
- Versos catalanes (Madrid: Lib. de Fernando Fe, 1893)
- Poemas catalanes (Reus: Tipografía Viuda de Torroja, 1896)
- Poemas castellanos (Reus: Tipografía Viuda de Torroja, 1896).

Novelas
- Lo Caragirat (Barcelona: Imprenta de La Renaixensa, 1877)

Teatro
- Wifredo (1866) [Manuscrito]
- Lo primer amor (estrenada al Teatro Romea la noche del 13 de marzo de 1884 y escrita conjuntamente con Frederic Soler y Hubert). La primera edición impresa es del mismo 1884 (Barcelona: Librería de Eudalt Puig))
- La Justicia del abad (Barcelona: Librería de Eudaldo Puig, 1886)
- Foch de virutas (Barcelona: Librería de Eudaldo Puig, 1886)
- 100.000 duros (Barcelona: Librería de Eudaldo Puig, 1887). Escrita conjuntamente con Frederic Soler y Hubert.
- La Pena de muerto (Barcelona: Librería de Eudaldo Puig, 1887). Escrita conjuntamente con Frederic Soler y Hubert.
- La mujer honrada (1890) [Manuscrito]
- La raya derecha (1891) [Manuscrito]